# Sussuapara
Sussuapara este un oraș în Piauí (PI), Brazilia.